# Thölstedt
Thölstedt ist ein Ortsteil der Stadt Wildeshausen im niedersächsischen Landkreis Oldenburg.

## Geographie

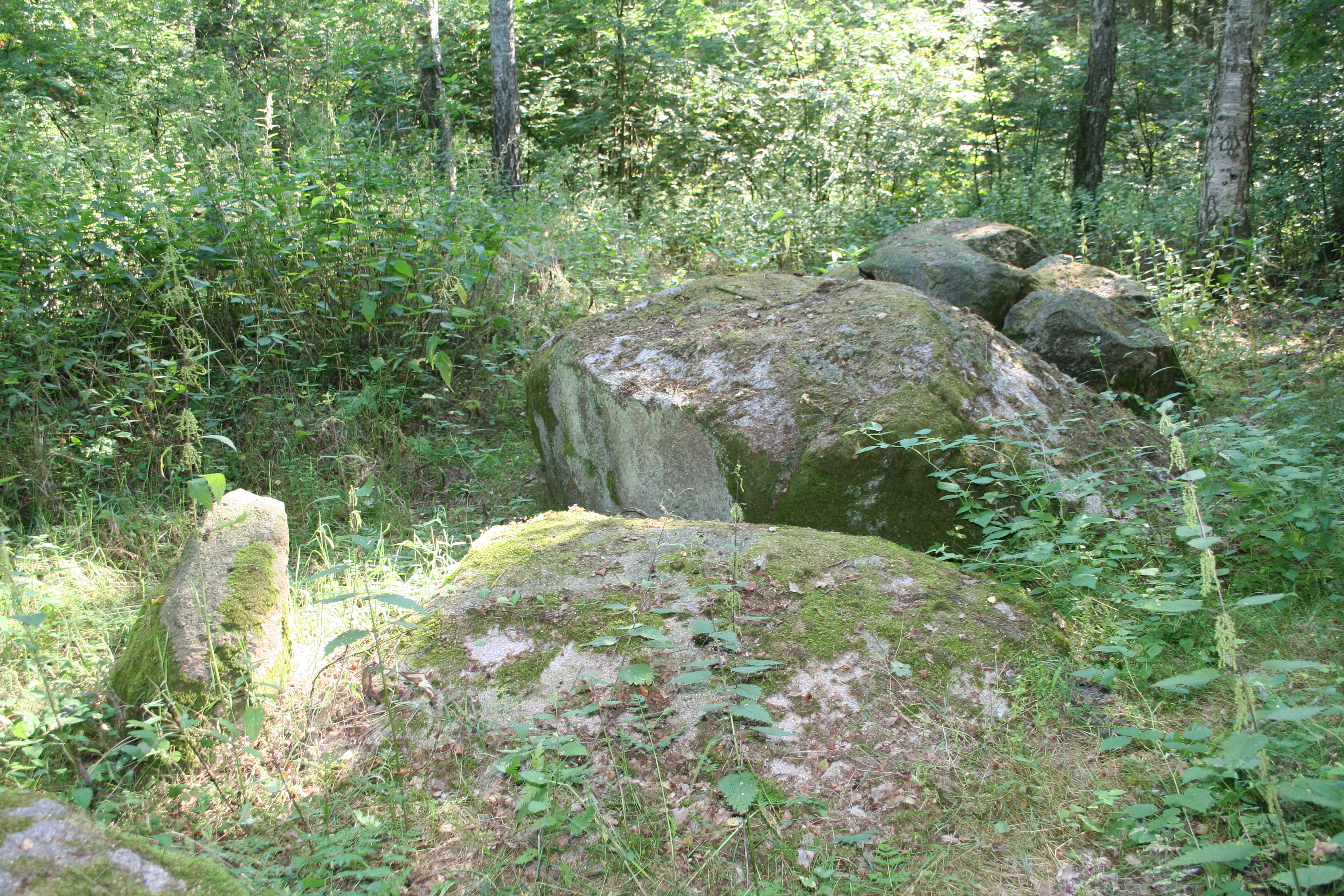
Großsteingrab Große Steine bei Thölstedt

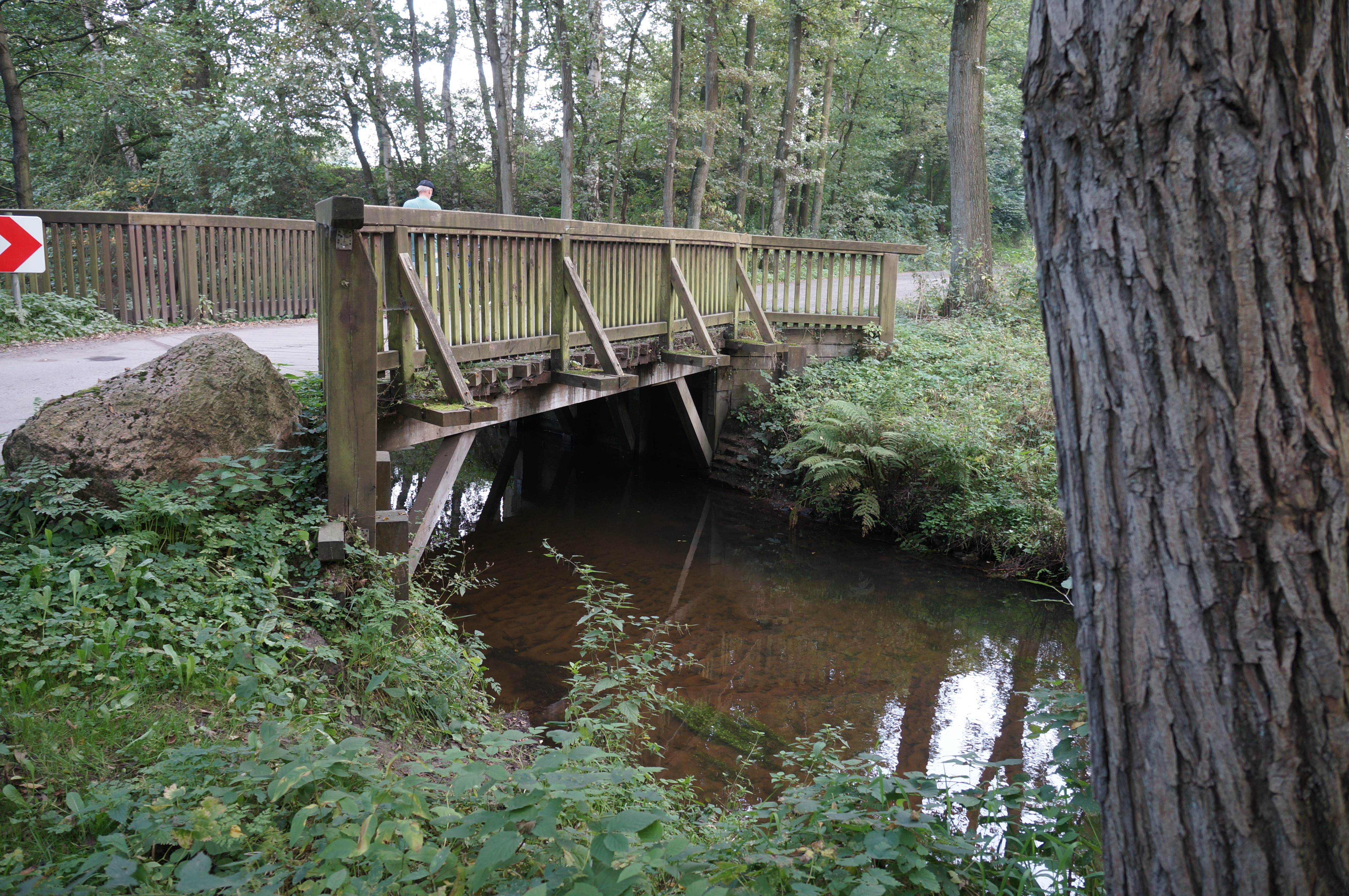
Aue-Brücke zwischen Thölstedt und Steinloge

Die 58 Einwohner zählende Bauerschaft Thölstedt liegt 6,5 km westsüdwestlich der Wildeshauser Stadtmitte, jedoch nur knapp 5 km nordöstlich von Visbek und grenzt an die Visbeker Bauerschaft Varnhorn. Die Bauerschaft gehört zu der das Kerngebiet umgebenden sogenannten Landgemeinde Wildeshausen. Wegen der Nähe zu Visbek haben die Thölstedter Telefonanschlüsse die Visbeker Vorwahl 04445 und nicht die Wildeshauser 04431. Etwa einen halben Kilometer entfernt verläuft im Südosten die Landesstraße 873, die Wildeshausen mit Visbek verbindet. Die B 213 („Ahlhorner Straße“) verläuft nördlich in 3 km Entfernung und die A 1 nordwestlich, gleichfalls 3 km entfernt. Die Aue, ein Nebenfluss der Hunte, fließt in 2 km Entfernung, nordwestlich der Bauerschaft, gen Aumühle und Dötlingen.

## Kultur und Sehenswürdigkeiten
Auf dem Gebiet der Bauerschaft liegt das Großsteingrab Große Steine bei Thölstedt, auch Große Steine am Fehlenberge genannt.  Es entstand im Neolithikum zwischen 3500 und 2800 v. Chr. und ist eine Megalithanlage der Trichterbecherkultur (TBK).
Nördlich und westlich von Thölstedt erstreckt sich das 520 ha große Naturschutzgebiet Bäken der Endeler und Holzhauser Heide.